# Diadelia truncata
Diadelia truncata là một loài bọ cánh cứng trong họ Cerambycidae.